# داینینگن
داینینگن (به آلمانی: Deiningen) یک شهر در آلمان است که در دناو-ریس واقع شده‌است.